# عشبية حليزنية هوتينية
عشبية حليزنية هوتينية (الاسم العلمي: Herbaspirillum huttiense) هي نوع من البكتيريا، سلبية الغرام، تتبع جنس عشبية حليزنية.